# Ciśnienie Plancka
Ciśnienie Plancka – pochodna jednostka ciśnienia, oznaczana w naturalnym systemie jednostek jako pP.
{\displaystyle p_{P}={\frac {F_{P}}{l_{P}^{2}}}={\frac {c^{7}}{\hbar G^{2}}}\approx } 4,63309 × 10113 Pa
gdzie: {\displaystyle F_{P}} – siła Plancka, {\displaystyle l_{P}} – długość Plancka, c – prędkość światła w próżni, {\displaystyle \hbar } – zredukowana stała Plancka, G  – stała grawitacji.
Ciśnienie Plancka jest to takie ciśnienie, które na powierzchnię kwadratu o boku równym długości Plancka, działa siłą równą sile Plancka.